# Ascesa dell'Impero ottomano
L'ascesa dell'Impero ottomano è un periodo storico che iniziò con l'emergere del principato ottomano nel 1299 circa e che terminò intorno al 1453, con la conquista ottomana di Costantinopoli.
Questo periodo vide la fondazione di un'entità politica governata dalla dinastia ottomana nella regione anatolica nord-occidentale della Bitinia e la sua trasformazione da piccolo principato sulla frontiera bizantina in un impero che abbracciava i Balcani, l'Anatolia e il Nord Africa. Per tale motivo, questo periodo della storia dell'impero è stato definito "era proto-imperiale" Per gran parte di questo periodo, gli ottomani furono semplicemente uno dei tanti stati concorrenti nella regione e si affidavano al sostegno dei signori della guerra e dei vassalli locali per mantenere il controllo sul loro regno. Entro la metà del XV secolo i sultani ottomani furono in grado di accumulare abbastanza potere personale e autorità per stabilire uno Stato imperiale centralizzato; processo portato a compimento dal sultano Mehmed II (r. 1451-1481).
La conquista di Costantinopoli nel 1453 è vista come il momento simbolico in cui l'emergente Stato ottomano si spostò da un semplice principato a un impero, segnando quindi una svolta importante nella sua storia.
Le cause del successo ottomano non possono essere attribuite a nessun singolo fattore, e variavano nel corso dei periodi poiché gli ottomani si adattavano continuamente alle mutevoli circostanze.
La prima parte di questo periodo, il XIV secolo, è particolarmente difficile da studiare per gli storici a causa della scarsità di fonti. Nessun documento scritto sopravvive dal regno di Osman I e ben poco sopravvive dal resto del secolo. Gli ottomani, inoltre, iniziarono a registrare la propria storia solo nel XV secolo, più di cento anni dopo i molti eventi che descrivono. È quindi una grande sfida per gli storici distinguere tra fatti e miti nell'analizzare la storia contenuta in queste ultime cronache, al punto che uno storico ha persino dichiarato che ciò risulta impossibile, descrivendo il primo periodo della storia ottomana come un "buco nero".

## L'Anatolia prima degli Ottomani

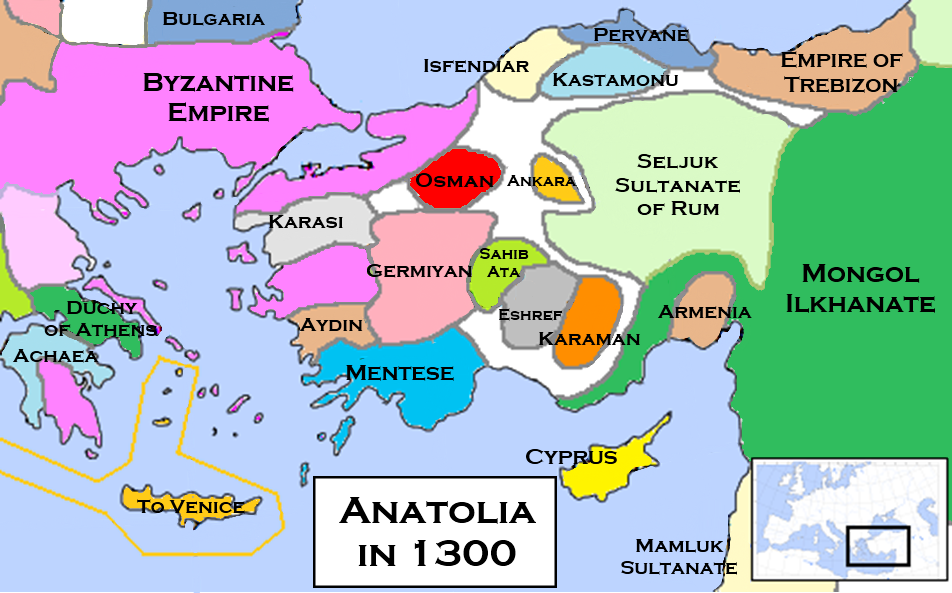
Una mappa approssimativa dei Belicati anatolici nel 1300 circa.

All'inizio del XIII secolo l'Anatolia era separata tra due stati relativamente potenti: l'Impero bizantino a ovest e i Selgiuchidi anatolici nell'altopiano centrale. L'equilibrio tra di essi fu interrotto dall'invasione mongola e dalla conquista dei Selgiuchidi in seguito alla battaglia di Köse Dağ nel 1243 e dalla riconquista di Costantinopoli da parte della dinastia bizantina dei Paleologi nel 1261, che spostò l'attenzione bizantina lontano dalla frontiera anatolica. La pressione mongola spinse le tribù turche nomadi a migrare verso ovest, nel territorio bizantino allora scarsamente difeso. Per i due secoli successivi, i Belicati anatolici furono sotto la sovranità dei Mongoli, specialmente gli Illkhanati. Tutte le monete coniate durante questo periodo in Anatolia mostrano i governanti dell'Illkhanato e dimostrano fedeltà all'impero persiano mongolo. Dagli anni 1260 in poi l'Anatolia iniziò sempre più a sfuggire al controllo bizantino, poiché i beilicati turchi anatolici furono stabiliti sia nelle terre precedentemente bizantine che nel territorio del frammentato sultanato selgiuchide.
L'autorità politica nell'Anatolia occidentale era quindi estremamente frammentata verso la fine del XIII secolo, divisa tra governanti stabiliti localmente, gruppi tribali, figure sacre e signori della guerra, con l'autorità bizantina e selgiuchide sempre presente ma in rapido indebolimento. La frammentazione dell'autorità ha portato diversi storici a descrivere le entità politiche dell'Anatolia del XIII e XIV secolo come Taifa, "piccoli stati", in confronto alla storia della Spagna musulmana del Tardo medioevo. Il potere di questi gruppi dipendeva in gran parte dalla loro capacità di attrarre manodopera militare. L'Anatolia occidentale era allora un focolaio di attività di razzie, con i guerrieri che cambiavano la fedeltà secondo volontà a qualsiasi capo che sembrava più in grado di fornire loro l'opportunità di saccheggio e gloria.

## Origine dello Stato ottomano
La dinastia ottomana prese il nome dal primo sovrano del sistema politico ottomano, Osman I. Secondo la successiva tradizione ottomana, essa discendeva da una tribù turca migrata dall'Asia centrale sulla scia delle conquiste mongole. Come evidenziato dalle monete coniate durante il suo regno, il padre di Osman si chiamava Ertuğrul, ma oltre a questo i dettagli "sono troppo mitologici per essere dati per scontati". Le origini della dinastia ottomana non sono note con certezza, ma è noto che fu fondata dai turchi dell'Asia centrale, emigrati in Anatolia e sotto la sovranità mongola, in particolare gli imperatori persiani dell'Illkhanato.
Allo stesso modo, non si sa nulla su come Osman abbia stabilito per la prima volta il suo principato (beilicato) poiché le fonti, nessuna delle quali contemporanea, forniscono molte storie diverse e contrastanti sulle origini. Quel che è certo è che a un certo punto, alla fine del XIII secolo, Osman emerse come capo di un piccolo principato centrato sulla città di Söğüt, nella regione anatolica nord-occidentale della Bitinia. L'emergere di Osman come capo è segnato dall'emissione di monete a suo nome, a differenza dei suoi predecessori negli ultimi due secoli che coniarono monete a nome degli Illkhanati. Il principato di Osman era inizialmente sostenuto dalla manodopera tribale di gruppi nomadi turchi che guidò nelle incursioni contro i territori bizantini della regione. Questa tribù ottomana non era basata sui legami di sangue, ma sulle opportunità politiche. Quindi era inclusivo di tutti coloro che desideravano aderire, comprese le persone di origine bizantina. L'impresa ottomana finì per essere guidata da diverse grandi famiglie di guerrieri, tra cui la famiglia di Köse Mihal, di origine greca cristiana e la famiglia di Hranislav, che era bulgara. L'Islam e la cultura persiana facevano parte dell'auto-identità ottomana fin dagli inizi, come dimostra una concessione di terra emessa dal figlio di Osman, Orhan, nel 1324, che lo descrive come "Campione della Dede".

### Gaza e i gazi nella prima storia ottomana
Nel 1938 lo storico austriaco Paul Wittek pubblicò un'opera influente intitolata The Rise of the Ottoman Empire, in cui avanzò l'argomento che il primo stato ottomano era costruito su un'ideologia della guerra santa islamica contro i non musulmani. Una guerra del genere era conosciuta come gaza, e un guerriero che vi combatteva era chiamato gazi. La formulazione di Wittek, successivamente nota come la "Tesi ghazi", è stata influente per gran parte del XX secolo e ha portato gli storici a dipingere i primi Ottomani come zelanti guerrieri religiosi dediti alla diffusione dell'Islam. A partire dagli anni '80, gli storici hanno criticato sempre più la tesi di Wittek. Gli studiosi oggi riconoscono che i termini gaza e gazi non avevano connotazioni strettamente religiose per i primi ottomani, e venivano spesso usati in senso secolare per riferirsi semplicemente ai raid. Inoltre, i primi ottomani non erano né musulmani ortodossi rigorosi né erano disposti a cooperare con i non musulmani, e molti dei compagni dei primi governanti ottomani erano o non musulmani o convertiti di recente. L'idea della guerra santa esisteva durante il XIV secolo, ma era solo uno dei tanti fattori che influenzavano il comportamento ottomano. Fu solo più tardi, nel XV secolo, che gli scrittori ottomani iniziarono retroattivamente a ritrarre i primi ottomani come zelanti guerrieri islamici, al fine di fornire un'origine nobile alla loro dinastia che, a quel punto, aveva costruito un impero islamico intercontinentale.

## Demografia
L'Anatolia e i Balcani furono fortemente influenzati dall'arrivo della peste nera dopo il 1347. I centri urbani e le regioni stanziate furono devastate, mentre i gruppi nomadi subirono un impatto minore. Le prime incursioni ottomane nei Balcani iniziarono poco dopo. Lo spopolamento derivante dalla peste fu quindi quasi certamente un fattore importante nel successo della prima espansione ottomana nei Balcani e contribuì all'indebolimento dell'Impero bizantino e allo spopolamento di Costantinopoli.

## Governo
Durante questo primo periodo, prima che gli ottomani fossero in grado di stabilire un sistema di governo centralizzato a metà del XV secolo, i poteri dei governanti erano "molto più circoscritti e dipendevano fortemente dalle coalizioni di sostegno e dalle alleanze raggiunte" tra le varie potenze detentrici all'interno dell'impero, compresi i leader tribali turchi e gli alleati e vassalli balcanici.
Il sistema politico ottomano quando emerse per la prima volta alla fine del XIII secolo sotto la guida di Osman I, aveva un'organizzazione tribale senza un apparato amministrativo complesso. Con l'espansione del territorio ottomano, i suoi governanti dovettero affrontare la sfida di amministrare una popolazione sempre più numerosa. All'inizio, gli Ottomani adottarono i Sultanato di Rum come modello per l'amministrazione e gli Illkhanati come modelli per la guerra militare, e nel 1324 furono in grado di produrre documenti burocratici in lingua persiana in stile selgiuchide.
L'espansione del primo stato ottomano fu alimentata dall'attività militare dei guerrieri di frontiera (in turco gazi), di cui il sovrano ottomano era inizialmente solo primus inter pares. Gran parte della centralizzazione dello stato fu effettuata in opposizione a questi guerrieri di frontiera, che furono risentiti per gli sforzi ottomani per controllarli. Alla fine, gli ottomani riuscirono a imbrigliare il potere militare gazi, subordinandoli sempre di più.
I primi Ottomani erano degni di nota per le basse aliquote fiscali che imponevano ai loro sudditi. Ciò rifletteva sia una preoccupazione ideologica per il benessere dei loro sudditi, sia un bisogno pragmatico di guadagnarsi la lealtà delle popolazioni appena conquistate. Nel XV secolo, lo stato ottomano divenne più centralizzato e il carico fiscale aumentò, suscitando critiche da parte degli scrittori.
Un fattore importante nel successo ottomano era la loro capacità di preservare l'impero attraverso le generazioni. Altri gruppi turchi spesso dividevano i loro regni tra i figli di un sovrano defunto. Gli ottomani mantennero costantemente l'impero unito sotto un unico erede.

### Centralizzazione statale
Il processo di centralizzazione è strettamente connesso con un afflusso di studiosi musulmani dall'Anatolia centrale, dove una civiltà turca più urbana e burocratica si era sviluppata sotto i Selgiuchidi di Rum. Particolarmente influente fu la famiglia Çandarlı, che fornì diversi Gran visir ai primi Ottomani e influenzò il loro sviluppo istituzionale. Qualche tempo dopo al 1376, Kara Halil, il capo della famiglia Çandarlı, incoraggiò Murad I a istituire una tassa di un quinto sugli schiavi presi in guerra, nota come pençik. Ciò diede ai governanti ottomani una fonte di manodopera da cui poter costruire un nuovo esercito personale, noto come i giannizzeri (yeniçeri). Tali misure frustrarono i gazi, che sostenevano le conquiste militari ottomane, e crearono tensioni durature all'interno dello stato. Fu anche durante il regno di Murad I che fu creata la carica di giudice militare (Kazasker), indicando un crescente livello di stratificazione sociale tra l'emergente classe militare-amministrativa (askeri) e il resto della società. Murad I istituì anche la pratica di nominare specifici guerrieri di frontiera come "Signori della Frontiera" (uc begleri). Tale potere di nomina indica che i governanti ottomani non erano più semplicemente primus inter pares. Come un modo per dichiarare apertamente questo nuovo status, Murad divenne il primo sovrano ottomano ad adottare il titolo di sultano.
A partire dal 1430, ma molto probabilmente già da prima, gli Ottomani condussero regolari indagini catastali del territorio sotto il loro dominio, producendo registri noti come tahrir defter. Queste indagini permisero allo stato ottomano di organizzare la distribuzione dei diritti di tassazione agricola alla classe militare dei timariot, cavalieri che raccoglievano entrate dalla terra in cambio del servizio nell'esercito ottomano. I timariot provenivano da ambienti diversi. Alcuni raggiungevano la loro posizione come ricompensa per il servizio militare, mentre altri discendevano dall'aristocrazia bizantina e continuavano semplicemente a raccogliere le entrate dalle loro vecchie terre, ora prestando servizio anche nell'esercito ottomano. Di questi ultimi, molti si convertirono all'Islam, mentre altri rimasero cristiani.
Di grande importanza simbolica per la centralizzazione ottomana era la pratica dei governanti ottomani di stare all'ascolto della musica marziale, indicando la loro volontà di partecipare nella Gaza. Poco dopo la conquista di Costantinopoli nel 1453, Mehmed II interruppe questa pratica, indicando che il sovrano ottomano non era più un semplice guerriero di frontiera, ma il sovrano di un impero. La capitale dell'impero si spostò da Edirne, la città simbolicamente collegata all'ethos guerriero di frontiera di Gaza, a Costantinopoli, una città con connotazioni profondamente imperiali per la sua lunga storia come capitale dell'Impero bizantino. Ciò è stato visto, sia simbolicamente che nella pratica, come il momento del passaggio definitivo dell'impero da un principato di frontiera a un impero.

## Esercito
L'esercito di Osman all'inizio del XIV secolo era costituito in gran parte da guerrieri a cavallo. Questi furono usati in incursioni, imboscate e attacchi mordi e fuggi, permettendo loro di controllare la campagna della Bitinia. Tuttavia, inizialmente, non aveva i mezzi per condurre gli assedi. Bursa, la prima grande città conquistata dagli Ottomani, si arrese sotto la minaccia di fame dopo un lungo blocco piuttosto che da un assalto. Fu sotto Orhan (r. 1323 / 4-1362) e Murad I (r. 1362-1389) che gli ottomani padroneggiarono le tecniche di guerra d'assedio.
I guerrieri al servizio di Osman provenivano da ambienti diversi. Conosciuti variamente come gazi e akıncıs (predoni), furono attratti dal suo successo e si unirono per il desiderio di vincere per la gloria. La maggior parte dei primi seguaci di Osman erano turchi musulmani di origine tribale, mentre altri erano di origine bizantina, cristiani o convertiti di recente all'Islam.
Gli ottomani iniziarono a impiegare armi a polvere da sparo al più tardi negli anni '80 del XIX secolo. Nel 1420 usavano regolarmente cannoni nella guerra d'assedio. I cannoni furono usati anche per la difesa della fortezza e le batterie costiere consentirono agli ottomani di aggirare un blocco dei crociati dei Dardanelli nel 1444. A quel punto, anche le armi da fuoco portatili erano entrate in uso e furono adottate da alcuni giannizzeri.

## Vita culturale e intellettuale
All'inizio del XV secolo, la corte ottomana promuoveva attivamente la produzione letteraria, in gran parte mutuata dalla lunga tradizione letteraria di altre corti islamiche più a est. Il primo racconto esistente della storia ottomana mai scritto fu prodotto dal poeta Taceddin Ahmedi, originariamente pensato per essere presentato al sultano Bayezid I ma, dopo la morte di quest'ultimo nel 1402, scritto invece per suo figlio Solimano Çelebi. Quest'opera, intitolata İskendernāme, ("Il libro di Alessandro") faceva parte di un genere noto come "specchio per principi" (naṣīḥatnāme), inteso a fornire consigli e indicazioni al sovrano riguardo all'arte di governo. Quindi, piuttosto che fornire un resoconto fattuale della storia della dinastia, l'obiettivo di Ahmedi era quello di criticare indirettamente il sultano descrivendo i suoi antenati come governanti modello, in contrasto con la devianza percepita di Bayezid. In particolare, Ahmedi contestava le campagne militari di Bayezid contro i compagni musulmani in Anatolia, e quindi descriveva i suoi antenati come totalmente devoti alla guerra santa contro gli stati cristiani dei Balcani.

## Storia politica

### Osman I (circa 1299-1323/1324)

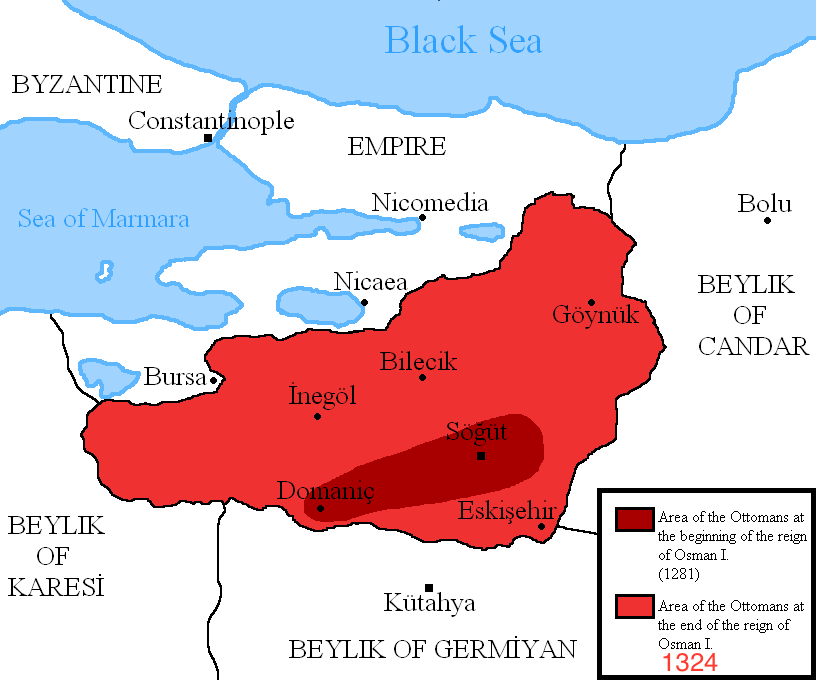
Una stima del territorio sotto il controllo di Osman.

Le origini di Osman sono estremamente oscure e non si sa quasi nulla della sua carriera prima dell'inizio del XIV secolo. La data del 1299 è spesso indicata come l'inizio del suo regno, tuttavia questa data non corrisponde ad alcun evento storico ed è puramente simbolica. Nel 1300 era diventato il capo di un gruppo di tribù pastorali turche, attraverso le quali governava un piccolo territorio intorno alla città di Söğüt nella regione anatolica nord-occidentale della Bitinia. Condusse frequenti incursioni contro il vicino impero bizantino. Il successo attirò guerrieri al suo seguito, in particolare dopo la sua vittoria su un esercito bizantino nella battaglia di Bafeo nel 1301 o 1302. L'attività militare di Osman era in gran parte limitata alle incursioni perché, al momento della sua morte, nel 1323-1324, gli ottomani non avevano ancora sviluppato tecniche efficaci per la guerra d'assedio. Sebbene sia famoso per le sue incursioni contro i bizantini, Osman ebbe anche molti scontri militari con gruppi tatari e con il vicino principato di Germiyan.
Osman era abile nel forgiare rapporti politici e commerciali con i gruppi vicini, musulmani e cristiani All'inizio, attirò al suo fianco diverse figure importanti, tra cui Köse Mihal, un capo villaggio bizantino i cui discendenti (conosciuti come Mihaloğulları) godevano del primato tra i guerrieri di frontiera al servizio ottomano. Köse Mihal era degno di nota per essere stato un greco cristiano; anche se alla fine si convertì all'Islam, il suo ruolo storico di primo piano indica la volontà di Osman di cooperare con i non musulmani e di incorporarli nella sua impresa politica.
Osman I rafforzò la sua legittimità sposando la figlia dello sceicco Edebali, un importante leader religioso locale che si dice fosse a capo di una comunità di dervisci alla frontiera. Successivamente gli scrittori ottomani abbellirono questo evento descrivendo Osman come se avesse vissuto un sogno durante il soggiorno con Edebali, in cui era stato predetto che i suoi discendenti avrebbero governato su un vasto impero.

### Orhan (1323/1324-1362)
Vedi anche: Battaglia di Pelekanon, Assedio di Nicea, Assedio di Nicomedia
Alla morte di Osman, suo figlio Orhan gli succedette come capo degli ottomani. Orhan supervisionò la conquista delle principali città della Bitinia, poiché Bursa (Prusa) fu conquistata nel 1326 e il resto delle città della regione cadde poco dopo. Già nel 1324 gli ottomani stavano facendo uso delle pratiche burocratiche selgiuchide e avevano sviluppato la capacità di coniare monete e utilizzare tattiche d'assedio. Fu sotto Orhan che gli ottomani iniziarono ad attrarre studiosi islamici dall'est per agire come amministratori e giudici, e la prima medrese (Università) fu fondata a Iznik nel 1331.
Oltre a combattere i bizantini, Orhan conquistò anche il principato turco di Karesi nel 1345-1346, ponendo così tutti i potenziali punti di passaggio verso l'Europa nelle mani degli ottomani. Gli esperti guerrieri Karesi vennero incorporati nell'esercito ottomano e furono una risorsa preziosa nelle successive campagne nei Balcani.
Orhan sposò Teodora, la figlia del principe bizantino Giovanni VI Cantacuzeno. Nel 1346 Orhan sostenne apertamente Giovanni VI nel rovesciamento dell'imperatore Giovanni V Paleologo. Quando Giovanni VI divenne co-imperatore (1347-1354), permise a Orhan di fare irruzione nella penisola di Gallipoli nel 1352, dopodiché gli Ottomani ottennero la loro prima roccaforte permanente in Europa al Castello di Çimpe nel 1354. Orhan decise di portare avanti la guerra contro l'Europa, i turchi anatolici si stabilirono a Gallipoli e nei dintorni per assicurarla come trampolino di lancio per le operazioni militari in Tracia contro i bizantini e i bulgari. La maggior parte della Tracia orientale fu invasa dalle forze ottomane entro un decennio e fu definitivamente portata sotto il controllo di Orhan mediante una pesante colonizzazione. Le prime conquiste tracie posizionarono gli ottomani strategicamente a cavallo di tutte le principali vie di comunicazione via terra che collegavano Costantinopoli alle frontiere balcaniche, facilitando le loro operazioni militari allargate. Inoltre, il controllo delle strade in Tracia isolava Bisanzio dal contatto diretto via terra con i suoi potenziali alleati nei Balcani e nell'Europa occidentale. L'imperatore bizantino Giovanni V fu costretto a firmare un trattato sfavorevole con Orhan nel 1356 che riconosceva le sue perdite in Tracia. Per i successivi 50 anni, gli ottomani continuarono a conquistare vasti territori nei Balcani, raggiungendo l'estremo nord della Serbia moderna.
Prendendo il controllo dei passaggi per l'Europa, gli ottomani ottennero un vantaggio significativo sui loro rivali principati turchi in Anatolia, poiché da allora potevano ottenere un immenso prestigio e il bottino dalle conquiste effettuate sulla frontiera balcanica.

### Murad I (1362-1389)
Subito dopo la morte di Orhan nel 1362, Murad I divenne sultano.

#### Edirne, 1362
La prima grande offensiva di Murad fu la conquista della città bizantina di Adrianopoli nel 1362. La ribattezzò Edirne e ne fece la sua nuova capitale nel 1363.  Trasferendo la sua capitale da Bursa in Anatolia a quella città appena conquistata in Tracia, Murad segnalò le sue intenzioni di continuare l'espansione ottomana nell'Europa sud-orientale. Prima della conquista di Edirne, la maggior parte degli europei cristiani considerava la presenza ottomana in Tracia solo come l'ultimo spiacevole episodio di una lunga serie di eventi caotici nei Balcani. Dopo che Murad I designò Edirne come sua capitale, si resero conto che gli ottomani intendevano rimanere in Europa.
Gli stati balcanici di Bisanzio, Bulgaria e Serbia erano spaventati dalle conquiste ottomane in Tracia ed erano mal preparate ad affrontare la minaccia. Il territorio bizantino era ridotto e frammentato. Consisteva principalmente nella capitale, Costantinopoli, e dintorni della Tracia, la città di Salonicco e i suoi immediati dintorni e del Despotato della Morea nel Peloponneso. Il contatto tra Costantinopoli e le altre due regioni era possibile solo tramite una flebile rotta marittima attraverso i Dardanelli, tenuta aperta dalle potenze marittime italiane di Venezia e Genova. L'indebolito impero bizantino non possedeva più le risorse per sconfiggere Murad da solo. Un'azione concertata da parte dei bizantini, spesso divisa dalla guerra civile, era impossibile. La sopravvivenza di Costantinopoli stessa dipendeva dalle sue leggendarie mura difensive, dalla mancanza di una marina ottomana e dalla volontà di Murad di onorare le disposizioni del trattato del 1356, che consentiva l'approvvigionamento della città.
La Bulgaria sotto lo zar Ivan Alessandro era in espansione e prospera. Tuttavia, alla fine del suo governo, lo zar bulgaro commise il fatale errore di dividere il Secondo Impero bulgaro in tre concessioni detenute dai suoi figli. La coesione della Bulgaria fu ulteriormente distrutta nel 1350 da una rivalità tra il detentore di Vidin, Ivan Sratsimir, l'unico figlio sopravvissuto di Ivan Alessandro dalla sua prima moglie, e Ivan Shishman, figlio del secondo matrimonio di Alessandro e il successore designato dello zar. Oltre ai problemi interni, la Bulgaria fu ulteriormente paralizzata da un attacco ungherese. Nel 1365 il re ungherese Luigi I invase e conquistò la provincia di Vidin, il cui sovrano Ivan Sratsimir fu fatto prigioniero. Nonostante la contemporanea perdita della maggior parte dei possedimenti della Tracia bulgara a favore di Murad, Ivan Aleksandar si fissò sugli ungheresi a Vidin. Formò una coalizione contro di loro con il sovrano bulgaro di Dobrugia Dobrotitsa e Voievod Vladislav I Vlaicu di Valacchia. Sebbene gli ungheresi siano stati respinti e Ivan Sratsimir riportato al suo trono, la Bulgaria emerse più intensamente divisa. Ivan Sratsimir si autoproclamò zar di un "Impero" di Vidin nel 1370 e Dobrotitsa ricevette de facto il riconoscimento come despota indipendente in Dobrugia. Gli sforzi della Bulgaria furono sperperati per pochi scopi interni e contro il nemico sbagliato.
Data la preminenza della Serbia nei Balcani sotto lo zar Stefano Uroš IV Dušan, la sua rapida dissoluzione dopo la sua morte nel 1355 fu drammatica. I potenti nobili serbi regionali dimostrarono poco rispetto per il suo successore, Stefano Uroš V. Il giovane e debole Uroš era incapace di governare come aveva fatto suo padre. I bojar dalla mentalità separatista si affrettarono a trarre vantaggio dalla situazione e la Serbia si frammentò.
Le prime a liberarsi del controllo serbo furono le province greche della Tessaglia e dell'Epiro, nonché le ex proprietà albanesi di Dušan. Una serie di piccoli principati indipendenti sorsero nella Macedonia occidentale e meridionale, mentre gli ungheresi invasero più in profondità le terre serbe nel nord. Gli Uros possedevano solo il nucleo delle terre serbe, i cui nobili, sebbene più potenti del loro principe, rimanevano generalmente fedeli. Queste terre principali consistevano in: Le terre occidentali, incluso il Montenegro (Zeta); le terre meridionali, detenute da Jovan Uglješa a Serres, comprendenti tutta la Macedonia orientale; le terre della Serbia centrale, che si estendevano dal Danubio a sud fino alla Macedonia centrale, co-governata da Uroš e dal potente nobile Vukasin Mrnjavcevic, che deteneva Prilep in Macedonia. Lungi dal preservare l'unità serba, i domini vagamente amalgamati di Uroš furono devastati dalla costante guerra civile tra i nobili regionali, lasciando la Serbia vulnerabile alla crescente minaccia ottomana. Murad I salì al potere dell'Impero ottomano nel 1362.

#### Gallipoli, 1366
Nel 1370 Murad controllava la maggior parte della Tracia, portandola in contatto diretto con la Bulgaria e le terre serbe sudorientali governate da Uglješa. Uglješa, il più potente sovrano regionale serbo, tentò senza successo di forgiare un'alleanza anti-ottomana degli stati balcanici nel 1371. Bisanzio, vulnerabile ai turchi a causa della sua situazione di approvvigionamento alimentare, rifiutò di collaborare. La Bulgaria, dopo la morte di Ivan Aleksandar all'inizio di quell'anno, giaceva ufficialmente divisa nell'"Impero" di Vidin, governato da Stratsimir (1370-1396), e il diretto successore di Aleksandar, lo zar Ivan Shishman (1371-1395), che governava la Bulgaria centrale da Turnovo. Minacciata da Stratsimir e probabilmente sotto pressione dai turchi, Shishman non poteva permettersi di partecipare al piano di Uglješa. Dei bojars serbi regionali, solo Vukašin, protettore di Uroš e fratello di Uglješa, si unì allo sforzo. Gli altri non percepirono il pericolo ottomano o si rifiutarono di partecipare per timore che i concorrenti attaccassero mentre erano sul campo.

#### Maritsa, 1371

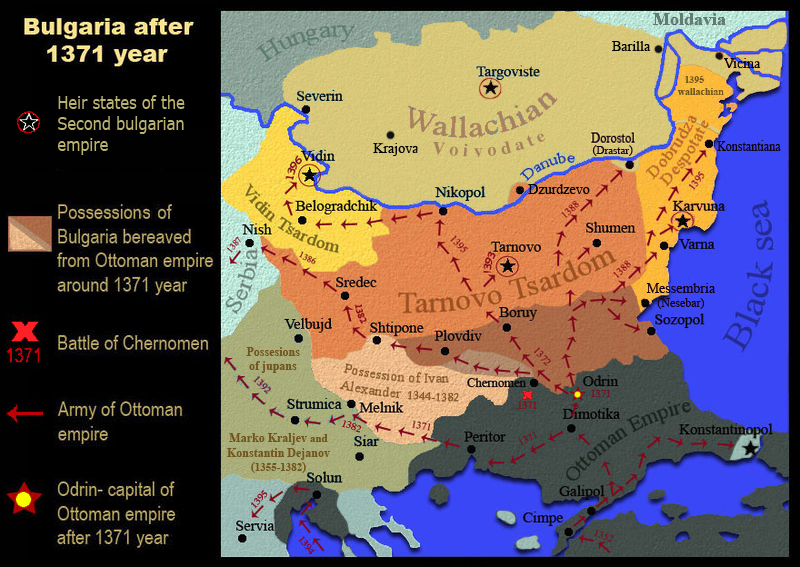
L'avanzata ottomana dopo la battaglia di Maritsa

La battaglia di Maritsa ebbe luogo sul fiume Maritsa vicino al villaggio di Chernomen il 26 settembre 1371 con il luogotenente del sultano Murad, Lala Shahin Pashà e i serbi che contavano circa 70.000 uomini sotto il comando del re serbo di Prilep Vukašin Mrnjavčević e suo fratello despota Uglješa. Il despota Uglješa volle fare un attacco a sorpresa nella loro capitale, Edirne, mentre Murad I era in Asia Minore. L'esercito ottomano era molto più piccolo, ma a causa di tattiche superiori (raid notturni nel campo alleato), Şâhin Paşa riuscì a sconfiggere l'esercito cristiano e uccidere il re Vukašin e il despota Uglješa. La Macedonia e parti della Grecia caddero sotto il potere ottomano dopo questa battaglia. Sia Uglješa che Vukašin morirono nella carneficina. La vittoria ottomana fu così schiacciante che i turchi chiamarono la battaglia la "distruzione dei serbi".
Quella poca unità che possedeva la Serbia crollò dopo la catastrofe di Ormenion (Chernomen). Uroš morì prima della fine dell'anno, ponendo fine alla dinastia Nemanjić, e vaste aree della Serbia centrale si separarono come principati indipendenti, riducendola alla metà delle sue dimensioni precedenti. Nessun futuro sovrano ha mai più ricoperto ufficialmente la carica di zar, e nessun singolo bojar poté godere di potere o rispetto sufficiente per ottenere il riconoscimento come leader unificante. Il figlio di Vukasin, Marko, sopravvisse al massacro e si autoproclamò "re" serbo (kralj) ma non fu in grado di far valere la sua rivendicazione oltre le sue terre intorno a Prilep, nella Macedonia centrale. La Serbia cadde in una frammentazione accelerata e in una guerra intestina tra i principi regionali in proliferazione.
All'indomani della battaglia di Ormenion, le incursioni ottomane in Serbia e Bulgaria si intensificarono. L'enormità della vittoria e le incessanti incursioni nelle sue terre convinsero Turnovo lo zar bulgaro Shishman della necessità di venire a patti con gli ottomani. Entro il 1376 al più tardi, Shishman accettò lo status di vassallo sotto Murad e inviò sua sorella come "moglie" del sultano all'harem di Edirne. L'accordo non impedì ai predoni ottomani di continuare a saccheggiare all'interno dei confini di Shishman. Per quanto riguarda Bisanzio, l'imperatore Giovanni V accettò definitivamente il vassallaggio ottomano subito dopo la battaglia, aprendo la porta all'interferenza diretta di Murad nella politica interna bizantina.
I bulgari e i serbi godettero di una breve tregua durante gli anni '70 e e '80 del 1300, quando le questioni in Anatolia e la crescente ingerenza negli affari politici di Bisanzio tenevano Murad preoccupato. In Serbia, la tregua permise al principe Lazar Hrebeljanovic (1371-89) del nord serbo "bojar'', con l'appoggio di potenti nobili bulgari e montenegrini e il sostegno del Patriarcato serbo ortodosso di Pec, di consolidare il controllo su gran parte del terre serbe centrali. La maggior parte dei governanti regionali serbi in Macedonia, incluso Marko, accettò il vassallaggio sotto Murad per preservare le loro posizioni, e molti di loro guidarono le forze serbe nell'esercito del sultano che operavano in Anatolia contro i suoi rivali turchi.

#### Dubravnica, 1381
Verso la metà degli anni '80, l'attenzione di Murad si concentrò nuovamente sui Balcani. Con il suo vassallo bulgaro Shishman preoccupato da una guerra con il Valacco Dan I di Valacchia (ca. 1383-1386), nel 1385 Murad prese Sofia, l'ultimo possedimento bulgaro rimasto a sud dei monti balcanici, aprendo la strada verso Niš, strategicamente situata capolinea nord dell'importante viaVardar-Morava.

#### Campi Sauriani, 1385
La battaglia dei Campi Sauriani fu combattuta il 18 settembre 1385 tra le forze ottomane e serbe. Gli ottomani furono vittoriosi e la maggior parte dei signori serbi e albanesi locali divennero vassalli.

#### Plocnik, 1386
Murad conquistò Niš nel 1386, forse costringendo Lazzaro di Serbia ad accettare il vassallaggio ottomano subito dopo. Mentre si spingeva più in profondità nei Balcani centro-settentrionali, Murad ebbe anche le forze che si muovevano verso ovest lungo la "Via Ignatia" in Macedonia, imponendo lo status di vassallo ai governanti regionali che fino a quel momento erano sfuggiti a quel destino. Un contingente raggiunse la costa adriatica albanese nel 1385. Un altro prese e occupò Salonicco nel 1387. Il pericolo per la continua indipendenza degli stati cristiani balcanici divenne pericolosamente evidente.
Quando gli affari anatolici costrinsero Murad a lasciare i Balcani nel 1387, i suoi vassalli serbi e bulgari tentarono di recidere i loro legami con il sultano. Lazzaro formò una coalizione con Tvrtko I della Bosnia e Stratsimir di Vidin. Dopo aver rifiutato una richiesta ottomana di essere all'altezza dei suoi obblighi vassalli, le truppe furono inviate contro di lui. Lazar e Tvrtko incontrarono i turchi e li sconfissero a Plocnik, a ovest di Niš. La vittoria dei suoi compagni principi cristiani incoraggiò Shishman a liberarsi del vassallaggio ottomano e riaffermare l'indipendenza bulgara.

#### Bileća, 1388
Murad tornò dall'Anatolia nel 1388 e lanciò una campagna fulminea contro i governanti bulgari Shishman e Sratsimir, che furono rapidamente costretti alla sottomissione vassalla. Egli chiese quindi a Lazar di proclamare il suo vassallaggio e di rendere omaggio. Fiducioso per la vittoria a Plocnik, il principe serbo rifiutò e si rivolse a Tvrtko di Bosnia e Vuk Brankovic, suo genero e sovrano indipendente della Macedonia settentrionale e del Kosovo, per chiedere aiuto contro la certa offensiva di rappresaglia ottomana.

#### Kosovo, 1389

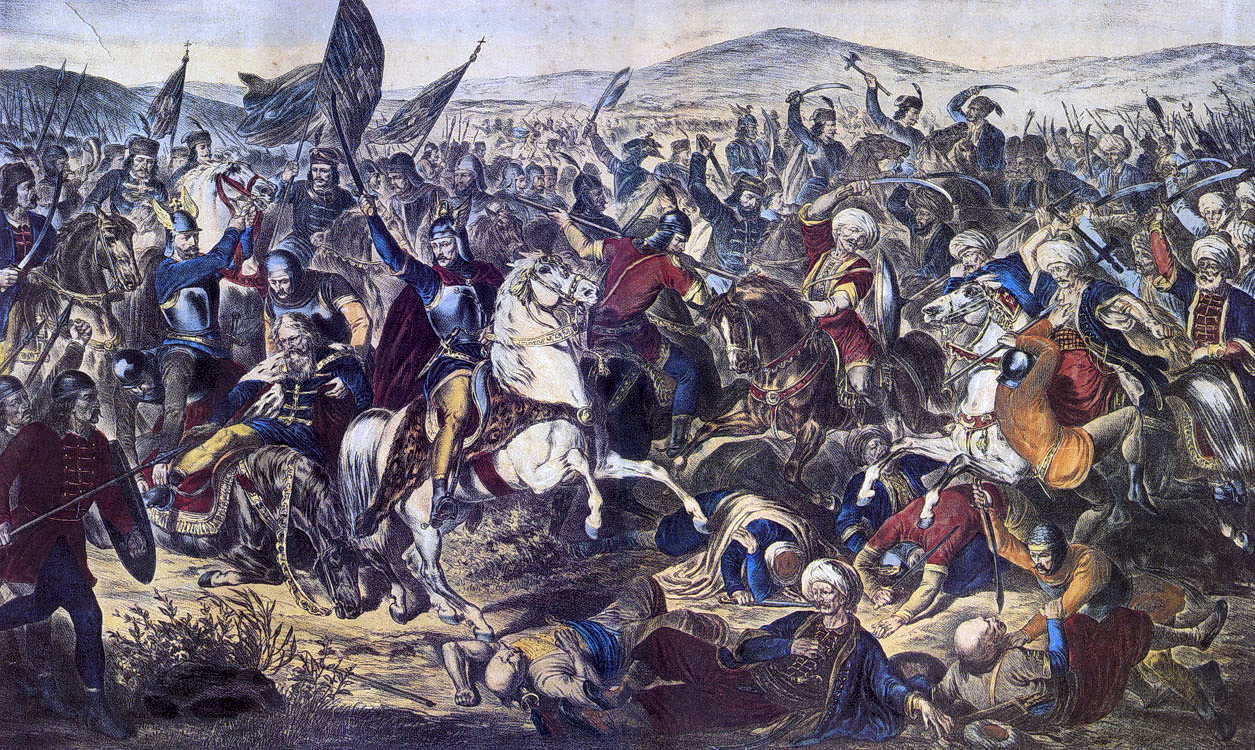
Battaglia in Kosovo, di Adam Stefanovic, 1870.

Il giorno di San Vito, il 15 giugno 1389, l'esercito ottomano, comandato personalmente dal sultano Murad, combatté l'esercito serbo guidato dal principe serbo Lazar Hrebeljanović, che comprendeva anche contingenti guidati da Vuk Branković, e un contingente inviato dalla Bosnia dal re Tvrtko I, comandato da Vlatko Vuković. Le stime delle dimensioni dell'esercito variano, con gli ottomani che avevano un numero maggiore (27.000-40.000) rispetto all'esercito ortodosso (12.000-30.000). La battaglia portò a un pareggio. Entrambi gli eserciti furono per lo più spazzati via. Sia Lazar che Murad persero la vita. Sebbene gli ottomani siano riusciti ad annientare l'esercito serbo, subirono anche gravi perdite che ritardarono i loro progressi. Ai serbi erano rimasti troppo pochi uomini per difendere efficacemente le loro terre, mentre i turchi avevano molte più truppe a est. Di conseguenza, uno dopo l'altro, i principati serbi che non erano già vassalli ottomani lo divennero negli anni successivi. La battaglia del Kosovo è particolarmente importante per la storia, la tradizione e l'identità nazionale della Serbia moderna. Il giovane e debole successore di Lazar, Stefan Lazarević (1389-1427), concluse un accordo di vassallaggio con Bayezid nel 1390 per contrastare le mosse ungheresi nel nord della Serbia, mentre Vuk Branković, l'ultimo principe serbo indipendente, resistette fino al 1392.

### Bayezid I (1389-1402)
Bayezid I (spesso dato l'epiteto di Yıldırım, "il fulmine") succedette al sultano dopo l'assassinio di suo padre Murad. In preda alla rabbia per l'attacco, ordinò che tutti i prigionieri serbi venissero uccisi; Beyazid divenne noto come Yıldırım, il fulmine, per la velocità con cui il suo impero si espanse.
Bayezid, "il fulmine", perse poco tempo nell'espansione delle conquiste ottomane nei Balcani. Proseguì la sua vittoria razziando in tutta la Serbia e nel sud dell'Albania, costringendo la maggior parte dei principi locali al vassallaggio. Sia per proteggere il tratto meridionale della via Vardar-Morava sia per stabilire una solida base per l'espansione permanente verso ovest fino alla costa adriatica, Bayezid stabilì un gran numero di "yürüks" lungo la valle del fiume Vardar in Macedonia.
L'apparizione di predoni turchi ai confini meridionali dell'Ungheria risvegliò il re ungherese Sigismondo di Lussemburgo (1387–1437) al pericolo che gli ottomani rappresentavano per il suo regno, e cercò alleati balcanici per una nuova coalizione anti-ottomana.
All'inizio del 1393 Ivan Shishman di Turnovo di Bulgaria, sperando di liberarsi del suo oneroso vassallaggio, era in trattative segrete con Sigismondo, insieme al ValaccoMircea il Vecchio (1386-1418) e, forse, Ivan Sratsimir di Vidin. Bayezid venne a conoscenza dei colloqui e lanciò una devastante campagna contro Shishman. Turnovo fu catturato dopo un lungo assedio e Shishman fuggì a Nicopoli. Quando quella città cadde in mano a Bayezid, Shishman fu catturato e decapitato. Tutte le sue terre furono annesse dal sultano e Sratsimir, le cui proprietà di Vidin erano sfuggite all'ira di Bayezid, fu costretto a riaffermare il suo vassallaggio.
Dopo aver affrontato duramente ed efficacemente i suoi sleali vassalli bulgari, Bayezid rivolse quindi la sua attenzione a sud verso la Tessaglia e la Morea, i cui signori greci avevano accettato il vassallaggio ottomano negli anni '80 del XIII secolo. I loro litigi incessanti, specialmente quelli dei magnati greci della Morea, richiedevano l'intervento di Bayezid. Convocò una riunione di tutti i suoi vassalli balcanici a Serres nel 1394 per risolvere queste e altre questioni in sospeso. Tra i vassalli che frequentavano il sultano c'erano i nobili della Tessaglia e della Morea, l'imperatore bizantino Manuele II Paleologo (1391-1425) e il principe serbo Lazarevic. Durante l'incontro, Bayezid acquisì il possesso di tutti i territori contesi e tutti i partecipanti furono tenuti a riaffermare il loro status di vassalli.
Quando i Moreani in seguito rinnegarono il loro accordo di Serres con Bayezid, il sovrano ottomano arrabbiato bloccò il fratello imperiale del despota Moreano Manuele II a Costantinopoli e poi marciò verso sud e annesse la Tessaglia. Il Ducato di Atene accettò la signoria ottomana quando le forze turche apparvero al suo confine. Inoltre una massiccia incursione punitiva ottomana nel Peloponneso nel 1395 ottenne molti bottini e gli eventi nel nord-est dei Balcani salvarono la Morea da ulteriori attacchi diretti in quel momento.
Mentre Bayezid era occupato in Grecia, Mircea di Valacchia condusse una serie di incursioni, attraverso il Danubio, nel territorio ottomano. Per rappresaglia, le forze di Bayezid, che includevano le truppe vassalli serbe guidate da Lazarevic e Kralj Marko, attaccarono la Valacchia nel 1395 ma furono sconfitte a Rovine, dove Marko venne ucciso. La vittoria salvò la Valacchia dall'occupazione turca, ma Mircea accettò il vassallaggio sotto Bayezid per scongiurare un ulteriore intervento ottomano.  Il sultano si consolò per i suoi sforzi tutt'altro che vittoriosi nell'annessione della Dobrugia e nel sostenere un pretendente, Vlad I (1395–97), al trono della Valacchia. Seguirono due anni di guerra civile prima che Mircea riprendesse il controllo completo del principato.

#### Nicopoli

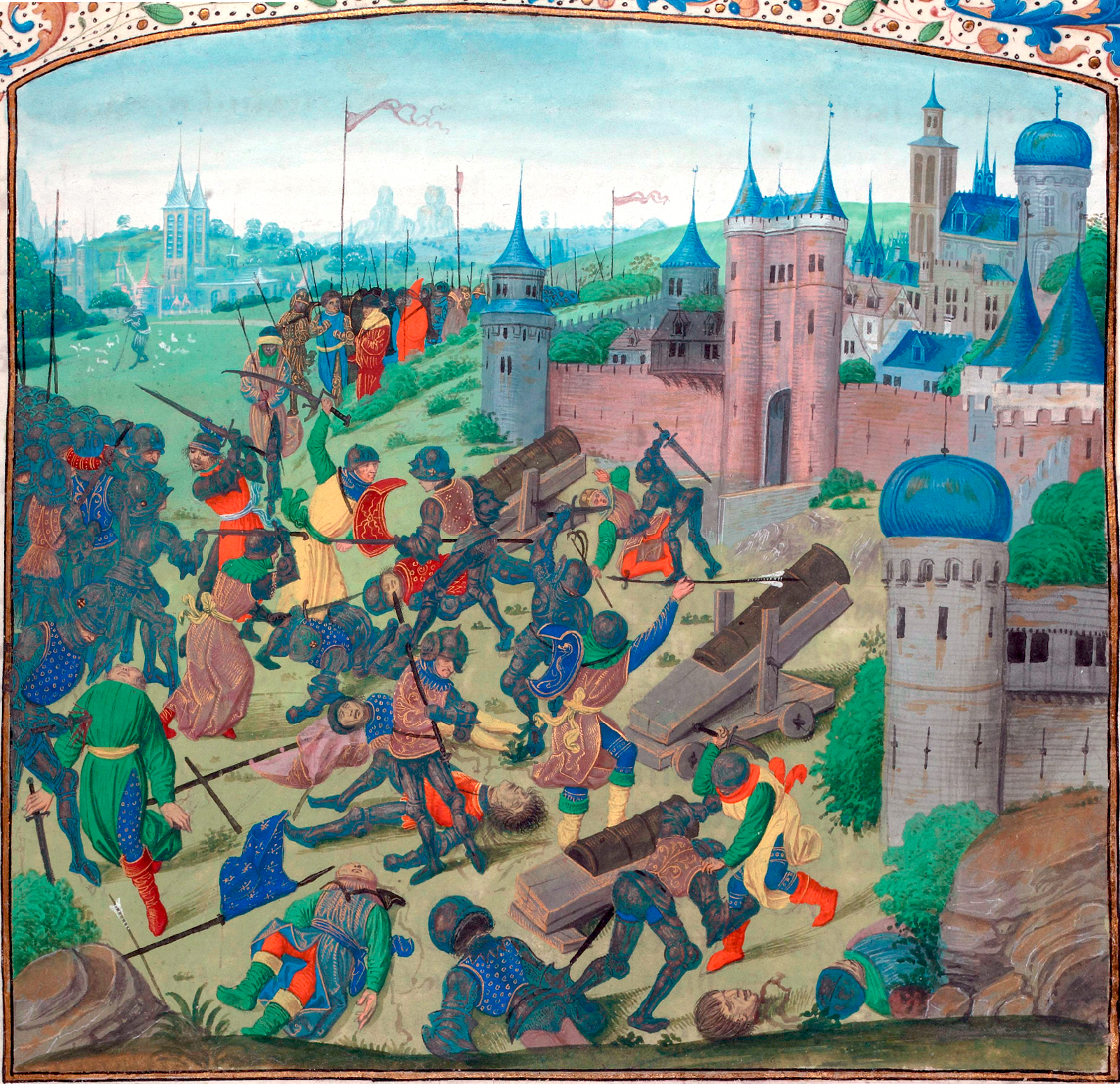
Battaglia di Nicopoli (1396)

Nel 1396 il re ungherese Sigismondo organizzò una crociata contro gli ottomani. L'esercito dei crociati era composto principalmente da cavalieri ungheresi e francesi, ma includeva alcune truppe della Valacchia. Sebbene nominalmente guidato da Sigismondo, mancava di coesione di comando. I crociati attraversarono il Danubio, marciarono attraverso Vidin e arrivarono a Nicopoli, dove incontrarono i turchi. I testardi cavalieri francesi si rifiutarono di seguire i piani di battaglia di Sigismondo, provocando la loro schiacciante sconfitta. Poiché Sratsimir aveva permesso ai crociati di passare per Vidin, Bayezid invase le sue terre, lo prese prigioniero e annesse i suoi territori. Con la caduta di Vidin, la Bulgaria cessò di esistere, diventando il primo grande stato cristiano balcanico a scomparire completamente per la diretta conquista ottomana.
Dopo Nicopoli, Bayezid si accontentò di razziare Ungheria, Valacchia e Bosnia. Conquistò la maggior parte dell'Albania e costrinse i restanti signori albanesi del nord al vassallaggio. Un nuovo, incerto assedio di Costantinopoli fu intrapreso ma revocato nel 1397 dopo che l'imperatore Manuele II, vassallo di Bayezid, accettò che il sultano confermasse tutti i futuri imperatori bizantini. Poco dopo Bayezid fu richiamato in Anatolia per affrontare i continui problemi con i rivali turchi degli ottomani e non fece più ritorno nei Balcani.

#### Ankara, 1402

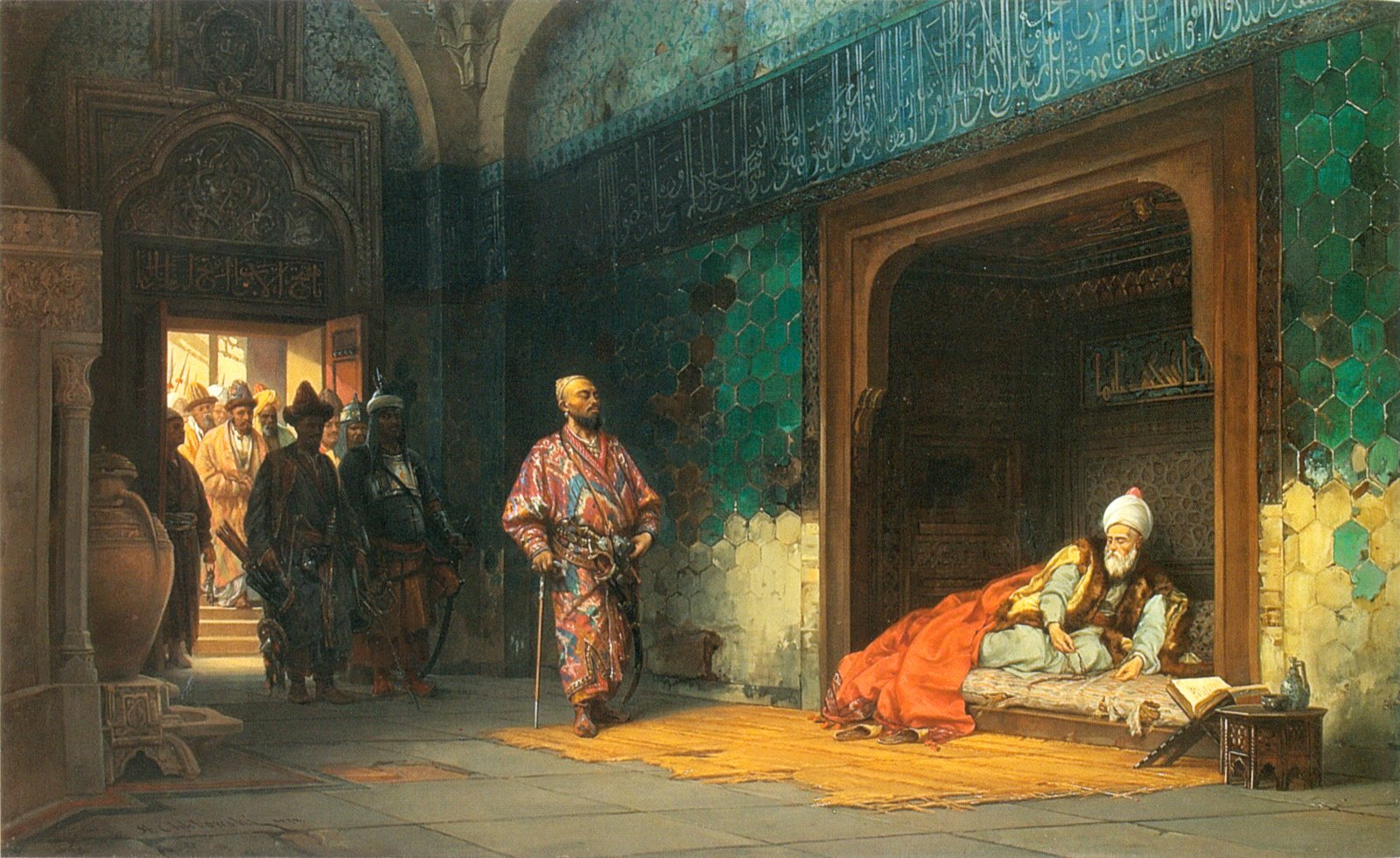
Dipinto di Stanisław Chlebowski, Sultano Bayezid imprigionato da Timur, 1878, raffigurante la cattura di Bayezid da parte di Tamerlano.

Bayezid prese con sé un esercito composto principalmente da truppe vassalle dei Balcani, compresi i serbi guidati da Lazarevic. Ben presto dovette affrontare l'invasione dell'Anatolia da parte del sovrano dell'Asia centrale Tamerlano. Intorno al 1400, Tamerlano arrivò in Medio Oriente, saccheggiò alcuni villaggi nell'Anatolia orientale e iniziò il conflitto con l'Impero ottomano. Nell'agosto del 1400, Tamerlano e la sua orda diedero alle fiamme la città di Sivas e avanzarono verso la terraferma. I loro eserciti si incontrarono fuori Ankara, nella battaglia di Ancyra, nel 1402. Gli ottomani furono sconfitti e Bayezid fu fatto prigioniero, e in seguito morì in cattività. Una guerra civile, durata dal 1402 al 1413, scoppiò tra i figli sopravvissuti di Bayezid. Conosciuta nella storia ottomana come l'Interregno, tale lotta fermò temporaneamente l'espansione attiva ottomana nei Balcani.

### Interregno ottomano (1402-1413)
Dopo la sconfitta ad Ankara seguì un periodo di caos totale nell'Impero. I mongoli vagavano liberi in Anatolia e il potere politico del sultano fu spezzato. Dopo la cattura di Beyazid, i suoi figli rimanenti, Suleiman Çelebi, İsa Çelebi, Mehmed Çelebi e Musa Çelebi combatterono in quello che divenne noto come l'Interregno ottomano.
L'Interregno ottomano portò un breve periodo di semi-indipendenza agli stati balcanici cristiani vassalli. Suleyman, uno dei figli del defunto sultano, deteneva la capitale ottomana a Edirne e si autoproclamò sovrano, ma i suoi fratelli si rifiutarono di riconoscerlo. Egli poi concluse alleanze con Bisanzio, a cui fu restituita Salonicco, e con Venezia nel 1403, per rafforzare la sua posizione. Il carattere imperioso di Suleyman, tuttavia, gli rivolse contro i suoi vassalli balcanici. Nel 1410 fu sconfitto e ucciso da suo fratello Musa, che vinse i Balcani ottomani con l'appoggio dell'imperatore bizantino Manuele II, del despota serbo Stefan Lazarevic, del valacco Voievod Mircea e gli ultimi due figli dei governanti bulgari. Musa fu quindi affrontato per il controllo esclusivo del trono ottomano dal fratello minore Mehmed, che si era liberato dal vassallaggio mongolo e deteneva l'Anatolia ottomana.
Preoccupato per la crescente indipendenza dei suoi vassalli cristiani balcanici, Musa si rivoltò contro di loro. Sfortunatamente alienò le classi burocratiche e commerciali islamiche nelle sue terre balcaniche favorendo continuamente gli elementi sociali inferiori per ottenere un ampio sostegno popolare. Allarmati, i governanti vassalli cristiani balcanici si rivolsero a Mehmed, così come i capi militari, religiosi e commerciali ottomani. Nel 1412 Mehmed invase i Balcani, prese Sofia e Nis, e unì le forze con i serbi di Lazarevicys. L'anno successivo, Mehmed sconfisse in modo decisivo Musa fuori Sofia. Musa fu ucciso e Mehmed I (1413–21) emerse come l'unico sovrano di uno stato ottomano riunito.

### Mehmed I (1413-1421)
Quando Mehmed Çelebi uscì vincitore nel 1413, si incoronò a Edirne (Adrianopoli) come Mehmed I. Fu suo dovere riportare l'Impero ottomano al suo antico splendore. L'Impero aveva sofferto duramente durante l'interregno; i mongoli erano ancora latitanti nell'est, anche se Tamerlano era morto nel 1405; molti dei regni cristiani dei Balcani si erano liberati dal controllo ottomano; e il territorio, specialmente l'Anatolia, aveva sofferto duramente a causa della guerra.
Mehmed trasferì la capitale da Bursa ad Adrianopoli. Affrontò una delicata situazione politica nei Balcani. I suoi vassalli bulgari, serbi, valacchi e bizantini erano virtualmente indipendenti. Le tribù albanesi si stavano unendo in un unico stato e la Bosnia rimase completamente indipendente, così come la Moldavia. L'Ungheria manteneva ambizioni territoriali nei Balcani e Venezia deteneva numerosi possedimenti costieri balcanici. Prima della morte di Bayezid, il controllo ottomano dei Balcani sembrava una certezza. Alla fine dell'interregno, quella certezza sembrava essere messa in discussione.
Mehmed fece generalmente ricorso alla diplomazia piuttosto che alla militanza per affrontare la situazione. Mentre conduceva spedizioni di incursioni nelle vicine terre europee, che restituirono gran parte dell'Albania al controllo ottomano e costrinsero il re-ban bosniaco Tvrtko II Kotromanić (1404-1409, 1421-1445), insieme a molti nobili regionali bosniaci, ad accettare il vassallaggio ottomano formale, Mehmed condusse solo una vera guerra contro gli europei: un conflitto breve e indeciso con Venezia.
Il nuovo sultano aveva gravi problemi in patria. Le precedenti politiche di Musa suscitarono malcontento tra le classi inferiori dei Balcani ottomani. Nel 1416 scoppiò in Dobrugia una rivolta popolare di musulmani e cristiani, guidata dall'ex confidente di Musa, lo studioso-mistico Şeyh Bedreddin, e sostenuta dal voivoda valacco Mircea I. Bedreddin predicava concetti come la fusione dell'Islam, del cristianesimo e del giudaismo in un'unica fede e il miglioramento sociale dei contadini e dei nomadi liberi a spese delle classi burocratiche e professionali ottomane. Mehmed represse la rivolta e Bedreddin morì. Mircea occupò quindi la Dobrugia, ma Mehmed strappò la regione nel 1419, catturando il forte danubiano di Giurgiu e costringendo la Valacchia a tornare al vassallaggio.
Mehmed trascorse il resto del suo regno riorganizzando le strutture statali ottomane interrotte dall'interregno. Quando Mehmed morì nel 1421, uno dei suoi figli, Murad, divenne sultano.

### Murad II (1421–1451)
Murad II trascorse i suoi primi anni sul trono sbarazzandosi di rivali e ribellioni, in particolare le rivolte dei serbi. Ebbe problemi anche in patria. Sottomise i ribelli di suo zio Mustafa Çelebi e del fratello Küçük Mustafa.

#### Costantinopoli, 1422
Nel 1422 Murad II pose l'assedio a Costantinopoli per diversi mesi e lo revocò solo dopo aver costretto l'imperatore bizantino Manuele II Paleologo a pagare un ulteriore tributo.
Nel 1422 iniziò la prima guerra regolare contro Venezia con l'assedio di Tessalonica (1422–30). Il coinvolgimento bizantino nella guerra terminò con il trasferimento della città nella Repubblica di Venezia nel 1423, che pose fine all'assedio di Costantinopoli da parte di Murad. Tessalonica continuò ad essere sotto assedio fino al 1430, con il saccheggio turco della città.

#### Thessalonika, 1430
Su richiesta dei suoi abitanti, le truppe veneziane presero il controllo della città di Salonicco (Thessaloniki). L'esercito ottomano che assediò la città non sapeva nulla del trasferimento del potere e un certo numero di soldati veneziani furono uccisi dalle truppe ottomane, credendo che fossero greci. Murad II era stato in rapporti pacifici con Venezia, quindi i veneziani ritenevano l'atto inaccettabile e dichiararono la guerra totale.
Murad agì rapidamente, assediando Costantinopoli e inviando i suoi eserciti a Salonicco. I Veneziani avevano ottenuto rinforzi via mare ma, quando gli Ottomani invasero la città, il risultato andò perso e i Veneziani fuggirono sulle loro navi. Tuttavia quando i turchi entrarono e iniziarono a saccheggiare la città, la flotta veneziana iniziò a bombardare la città dal mare. Gli ottomani fuggirono e la flotta fu in grado di tenere a bada gli ottomani fino all'arrivo di nuovi rinforzi veneziani per riconquistare la città. L'esito della battaglia di Salonicco fu una battuta d'arresto per Murad. La Serbia e l'Ungheria si allearono con Venezia. Papa Martino V incoraggiò altri stati cristiani a unirsi alla guerra contro gli ottomani, anche se solo l'Austria inviò truppe nei Balcani.
La guerra nei Balcani iniziò quando l'esercito ottomano si mosse per riconquistare la Valacchia, che gli Ottomani avevano perso contro Mircea I di Valacchia durante l'Interregno e che da allora era uno stato vassallo ungherese. Quando l'esercito ottomano entrò in Valacchia, i serbi iniziarono ad attaccare la Bulgaria e, allo stesso tempo, sollecitati dal papa, l'emirato anatolico di Karaman attaccò l'Impero dalle spalle. Murad dovette dividere il suo esercito. La forza principale andò a difendere Sofia e le riserve dovettero essere chiamate in Anatolia. Le truppe rimanenti in Valacchia furono schiacciate dall'esercito ungherese che si stava spostando a sud in Bulgaria, dove gli eserciti serbo e ottomano si combattevano. I serbi furono sconfitti e gli ottomani si voltarono per affrontare gli ungheresi che fuggirono nuovamente in Valacchia quando si resero conto di non essere in grado di attaccare gli ottomani dalle spalle. Murad fortificò i suoi confini contro la Serbia e l'Ungheria, ma non cercò di riconquistare la Valacchia. Mandò invece i suoi eserciti in Anatolia dove sconfissero il Karaman nel 1428.
Nel 1430 una grande flotta ottomana attaccò a sorpresa Salonicco. I veneziani firmarono un trattato di pace nel 1432. Il trattato diede agli ottomani la città di Salonicco e le terre circostante. La guerra di Serbia e Ungheria contro l'Impero ottomano si arrestò nel 1441, quando il Sacro Romano Impero, la Polonia, l'Albania e gli emirati degli Jandaridi e di Karaman (in violazione del trattato di pace) intervennero contro gli ottomani. Niš e Sofia caddero ai cristiani nel 1443. Nel 1444, l'Impero subì una grave sconfitta nella battaglia di Jalowaz. Il 12 luglio 1444, Murad firmò un trattato che diede la Valacchia e la provincia bulgara di Varna all'Ungheria e consegnò la Bulgaria occidentale (compresa Sofia) alla Serbia. Murad fu costretto ad abdicare a favore del figlio dodicenne Mehmed. Più tardi, nello stesso anno, i cristiani violarono il trattato di pace e attaccarono nuovamente.

#### Varna, 1444
L'11 novembre 1444 Murad sconfisse l'esercito polacco – ungherese di Ladislao III di Polonia guidato da Giovanni Hunyadi nella battaglia di Varna.
Murad fu reintegrato con l'aiuto dei giannizzeri nel 1446. Un altro trattato di pace venne firmato nel 1448 dando l'impero Valacchia e Bulgaria e una parte dell'Albania. Dopo che fu assicurato il fronte balcanico, Murad si volse a est e sconfisse il figlio di Tamerlano, Shah Rukh, e gli emirati di Candar e Karaman in Anatolia.

#### Kosovo, 1448
Nel 1448, Giovanni Hunyadi vide il momento giusto per condurre una campagna contro l'Impero ottomano. Dopo la sconfitta di Varna (1444), sollevò un altro esercito per attaccare gli ottomani. La sua strategia era basata sulla possibile rivolta del popolo balcanico e l'attacco a sorpresa, nonché l'ipotesi di distruggere la forza principale degli ottomani in una sola battaglia. Hunyadi era totalmente poco modesto e guidò le sue forze senza lasciare alcuna scorta dietro.
Murad morì nell'inverno 1450-1451 a Edirne. Alcuni dicono che sia stato ferito in una battaglia contro i guerriglieri albanesi di Skanderbeg.

### Mehmed II (1451-1481)

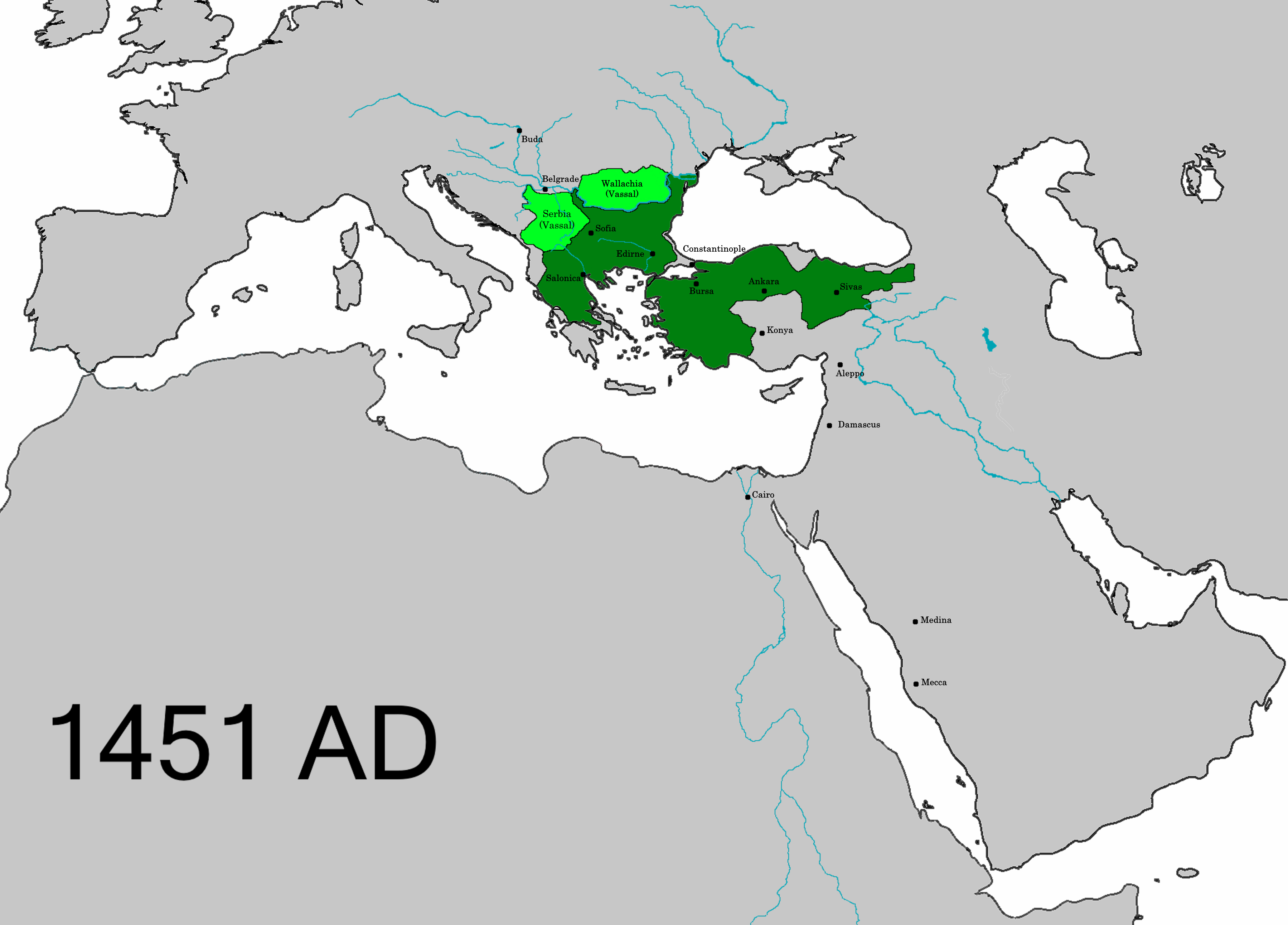
L'Impero ottomano all'inizio del secondo regno di Mehmed II.

Mehmed II (chiamato Fatih, il Conquistatore) salì di nuovo al trono ottomano dopo la morte di Murad nel 1451. Conquistando e annettendo l'emirato di Karaman (maggio-giugno 1451) e rinnovando i trattati di pace con Venezia (10 settembre) e l'Ungheria (20 novembre) Mehmed II dimostrò le sue capacità sia sul fronte militare che politico e fu presto accettato dalla classe nobile della corte ottomana.
Più anziano e molto più saggio, fece della conquista di Costantinopoli la sua prima priorità, credendo che avrebbe consolidato il suo potere sugli alti funzionari militari e amministrativi che gli avevano causato tali problemi durante il suo precedente regno. Buone ragioni sono alla base della sua decisione. Fino a quando Costantinopoli rimaneva nelle mani dei cristiani, i suoi nemici potevano usarla come potenziale base per dividere l'impero al centro o come pretesto per i continui sforzi militari dell'Occidente cristiano. La posizione di Costantinopoli ne fece anche il naturale centro "intermediario" per il commercio sia terrestre che marittimo tra il Mediterraneo orientale e l'Asia centrale, il cui possesso avrebbe assicurato un'immensa ricchezza. Altrettanto importante, Costantinopoli era una favolosa città imperiale, e la sua cattura e possesso avrebbero conferito un prestigio incalcolabile al suo conquistatore, che sarebbe stato visto dai musulmani come un eroe e dai musulmani e cristiani allo stesso modo come un grande e potente imperatore.
Mehmed trascorse due anni a prepararsi per il suo assedio alla capitale bizantina. Costruì una marina per isolare la città da aiuti esterni via mare; acquistò un arsenale di grossi cannoni dall'armaiolo ungherese Urban; sigillò il Bosforo a nord della città erigendo una potente fortezza sulla sua costa europea per impedire che i soccorsi arrivassero dal Mar Nero; concentrò meticolosamente in Tracia ogni unità militare disponibile nelle sue terre. Un accordo commerciale con Venezia impedì ai veneziani di intervenire a favore dei bizantini, e il resto dell'Europa occidentale cooperò inconsapevolmente con i piani di Mehmed essendo totalmente assorbita dalle guerre intestine e dalle rivalità politiche.

#### Costantinopoli, 1453
Quando nel 1451 i bizantini in bancarotta chiesero a Mehmed di raddoppiare il tributo per aver tenuto un pretendente ottomano per il trono, il sultano usò la richiesta come pretesto per annullare tutti i trattati con l'impero bizantino. Tuttavia, quando nel 1452 propose di assediare Costantinopoli la maggior parte del diwan, e specialmente il Gran Visir, Çandarlı Halil Pasha, fu contrario e criticò il Sultano per essere troppo avventato e troppo sicuro di sé nelle sue capacità. Il 15 aprile 1452 Mehmed ordinò che fossero fatti i preparativi per l'assedio di Costantinopoli.
Nell'aprile 1453 Mehmed pose l'assedio a Costantinopoli. Sebbene i difensori della città, guidati da Giovanni Giustiniani sotto l'autorità dell'imperatore Costantino XI Paleologo (1448–53), avessero messo in piedi una difesa eroica, senza il beneficio di aiuti esterni, i loro sforzi furono vani. Le mura di terra precedentemente inespugnabili furono violate dopo due mesi di continui colpi dall'artiglieria pesante di Mehmed. Nelle ore precedenti all'alba del 29 maggio 1453, Mehmed ordinò un assalto a tutto campo contro i bastioni malconci. Dopo una breve ma feroce mischia alle mura in cui il Giustiniani fu gravemente ferito insieme alle truppe ottomane che sfondavano le mura attraverso una porta lasciata aperta, le truppe ottomane furono in grado di sfondare le mura e sbaragliare i difensori. Secondo fonti cristiane, l'imperatore Costantino morì coraggiosamente precipitandosi contro le truppe ottomane in arrivo per non essere più visto. Tuttavia, secondo fonti ottomane come Tursun Beg, egli si tolse il mantello e tentò di fuggire prima di essere abbattuto da un soldato ottomano ferito. L'esercito ottomano sfondò e spazzò la città. Costantinopoli, per un millennio considerata da molti europei la capitale divinamente ordinata dell'Impero Romano Cristiano, cadde sotto Mehmed e fu trasformata in quella che molti musulmani consideravano la capitale divinamente ordinata dell'Impero ottomano Islamico. L'eredità imperiale della leggendaria città è sopravvissuta. Dopo la conquista, il sultano fece uccidere il suo gran visir Çandarlı Halil Pasha. I suoi quattro seguenti gran visir erano di origine devshirme. Durante la crescita dell'Impero, raramente i turchi furono assegnati a posizioni elevate.
| La conquista di Costantinopoli il 29 maggio 1453 da parte di Mehmed il Conquistatore (Fatih Sultan Mehmed Khan Ghazi)      | La conquista di Costantinopoli il 29 maggio 1453 da parte di Mehmed il Conquistatore (Fatih Sultan Mehmed Khan Ghazi) | La conquista di Costantinopoli il 29 maggio 1453 da parte di Mehmed il Conquistatore (Fatih Sultan Mehmed Khan Ghazi) | La conquista di Costantinopoli il 29 maggio 1453 da parte di Mehmed il Conquistatore (Fatih Sultan Mehmed Khan Ghazi) |
| --- | --- | --- | --- |
| | | | |
| Il trasporto terrestre di Fatih Sultan Mehmed della Marina ottomana da Galata al Corno d'Oro di Fausto Zonaro (1854-1929). | Ingresso di Mehmed II a Costantinopoli di Jean-Joseph Benjamin-Constant (1845–1902).                                  | La conquista di Costantinopoli di Fausto Zonaro (1854-1929).                                                          | Il Conquistatore (Fatih Sultan Mehmed) di Gentile Bellini, 1479 (70 x 52; National Gallery, Londra).                  |

<br/>Dopo la presa di Costantinopoli, Mehmed costruì il Palazzo di Topkapi nel 1462 e vi trasferì la capitale ottomana da Adrianopoli. Mehmed si diede il titolo di "Imperatore romano", o "Cesare Romano", e modellò lo stato sul vecchio impero bizantino, pensando a se stesso come il successore al trono romano. Successivamente, quando invase Otranto, il suo obiettivo era quello di catturare Roma e riunire l'Impero Romano per la prima volta dal 751. La cattedrale di Giustiniano di Hagia Sophia fu trasformata in una moschea imperiale, così come numerose altre chiese e monasteri. I diritti degli abitanti non musulmani furono tutelati per garantire continuità e stabilità alle attività commerciali. La città non si era mai ripresa completamente dal sacco del 1204 e soffrendo per i due secoli di quasi povertà, Costantinopoli al tempo della conquista di Mehmed non era che un guscio vuoto di se stessa. La sua popolazione era diminuita e molte proprietà erano state abbandonate o in stato di abbandono. Il sultano iniziò immediatamente a ripopolare la città. Le proprietà civiche e private furono offerte al pubblico per invogliare artigiani e commercianti di tutte le religioni ed etnie di cui avevano tanto bisogno. Costantinopoli appena conquistata divenne rapidamente un centro economico, politico e culturale multietnico, multiculturale e vivace per lo stato ottomano, le cui lontane frontiere le garantivano pace, sicurezza e prosperità.

## Galleria d'immagini

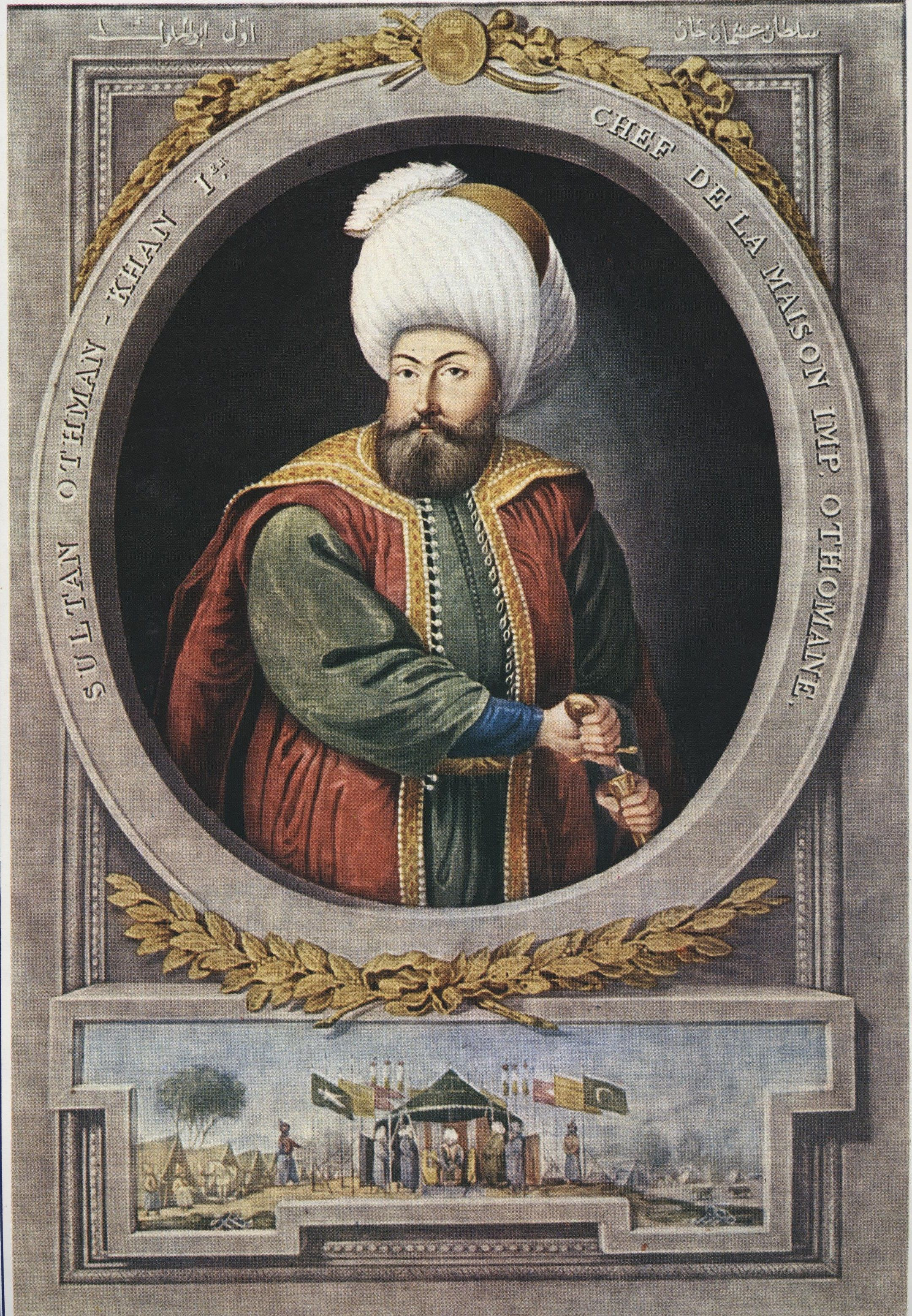
Osman I
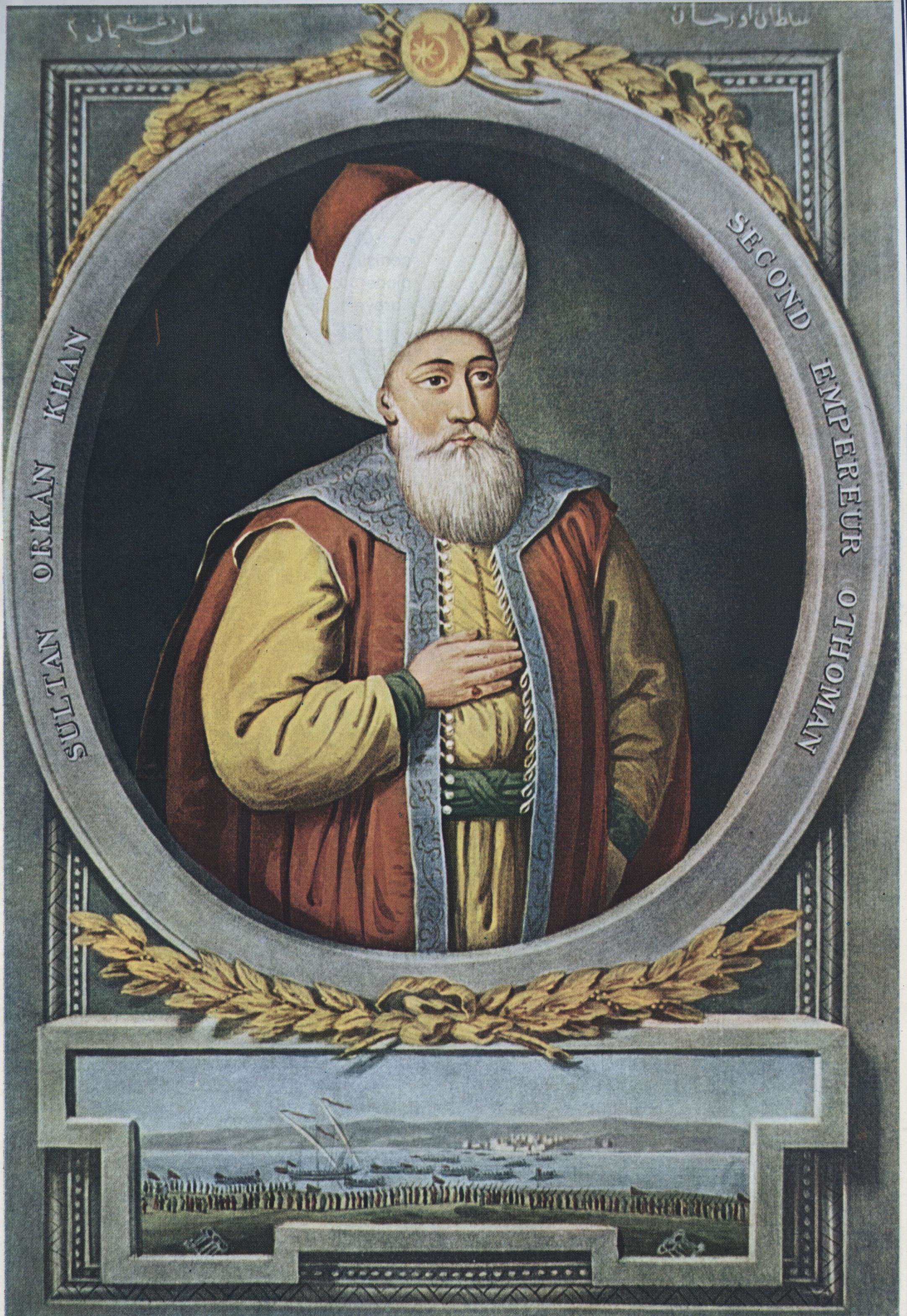
Orhan
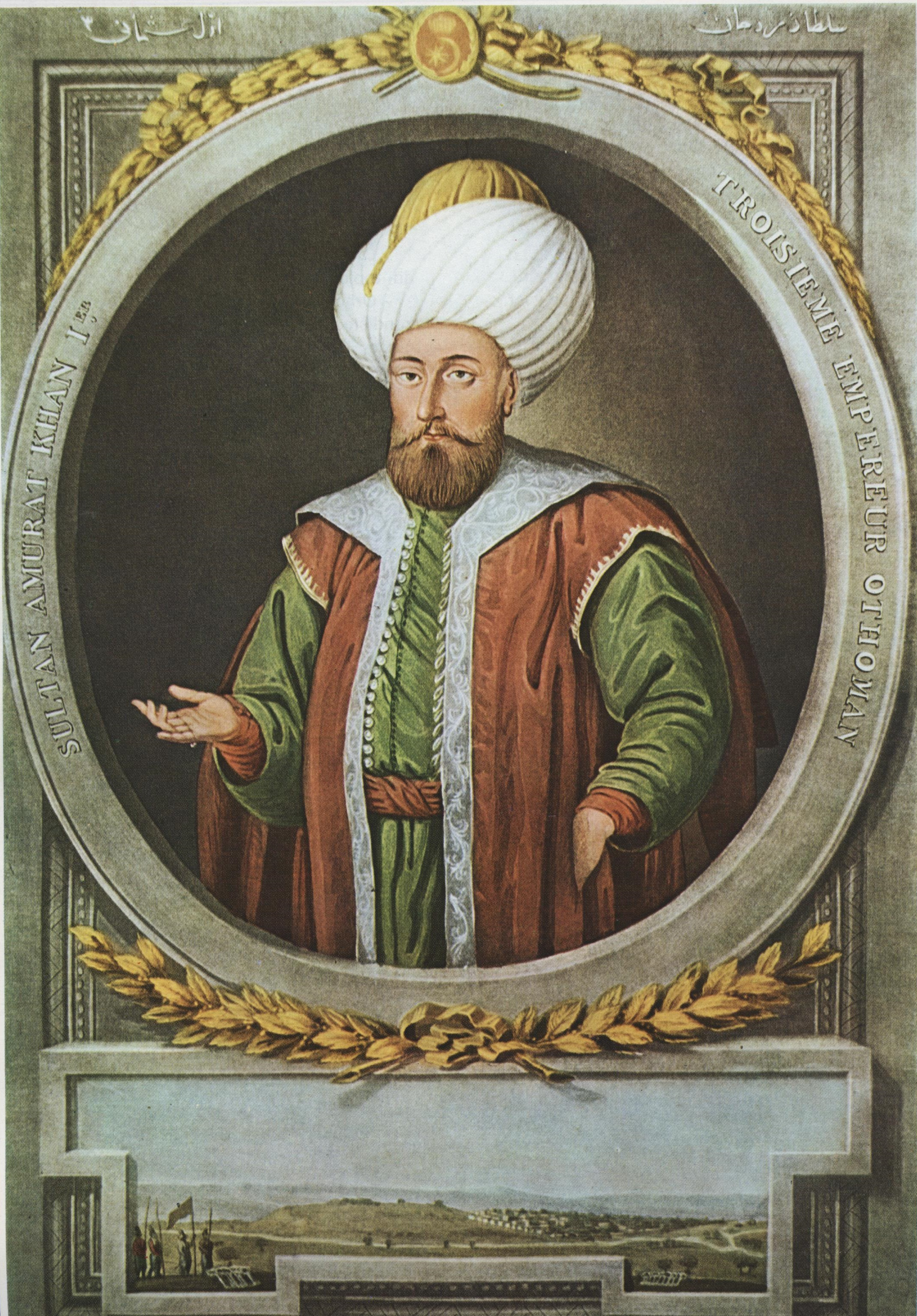
Murad I
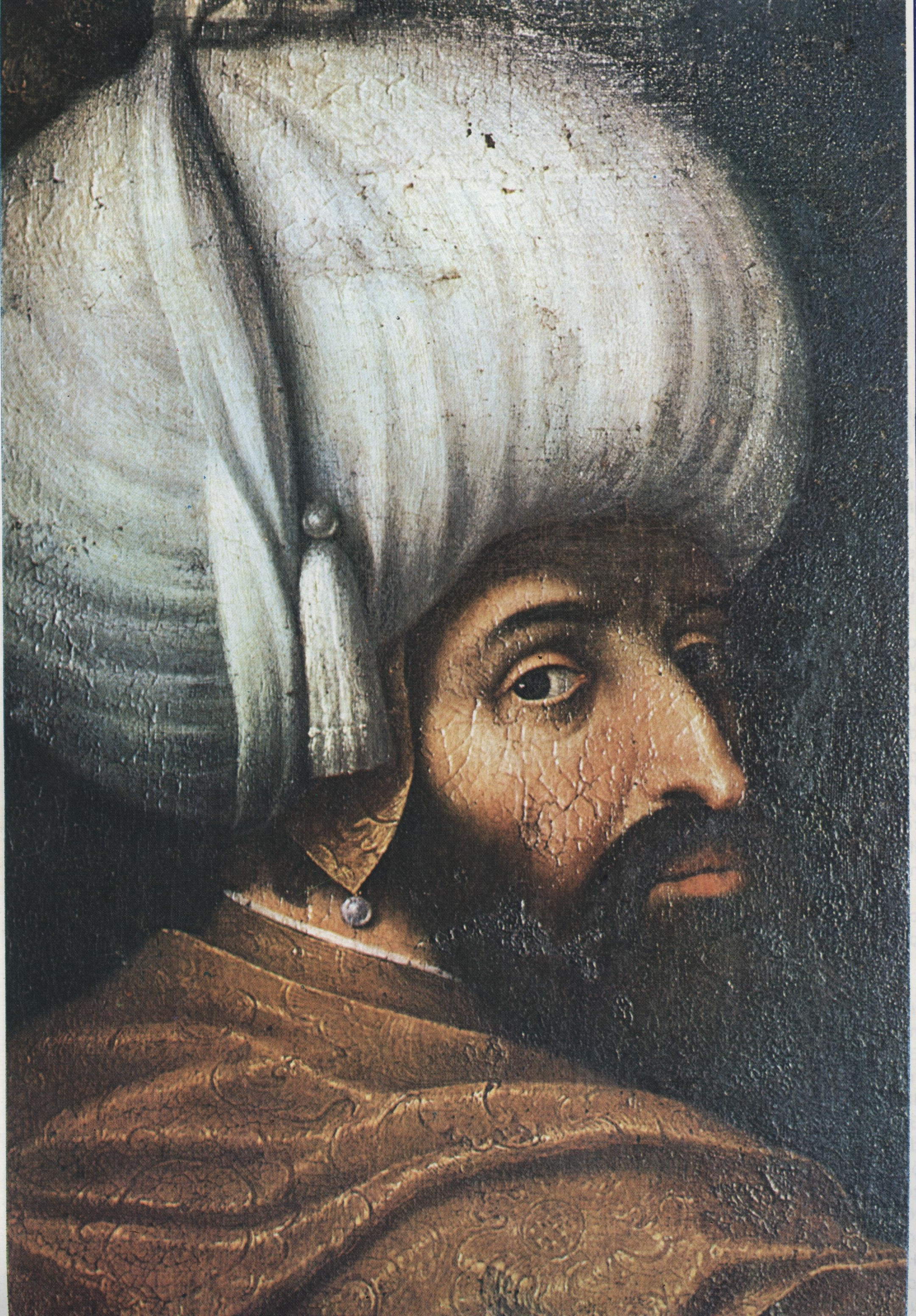
Bayezid I
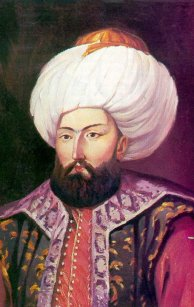
Mehmed I
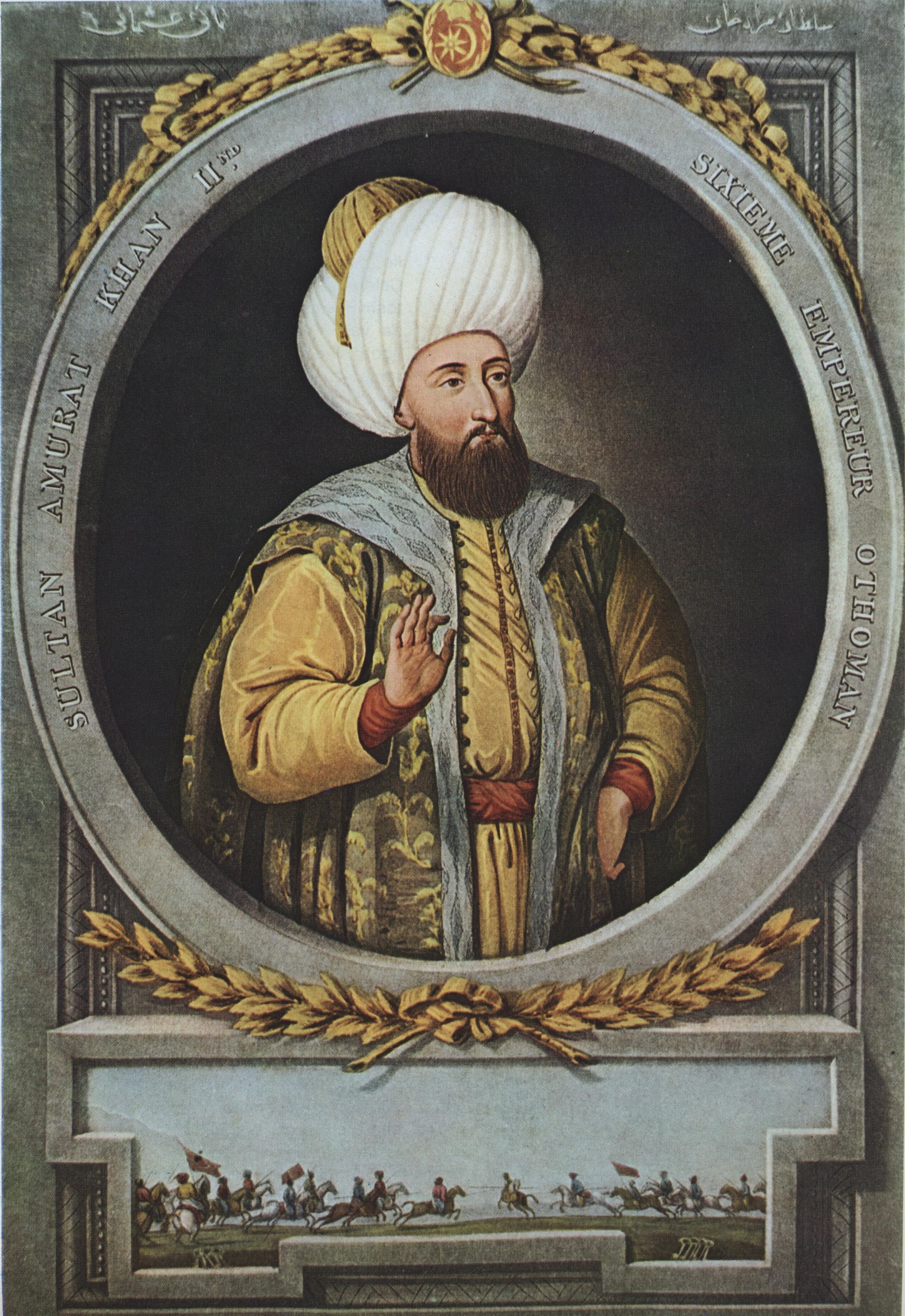
Murad II
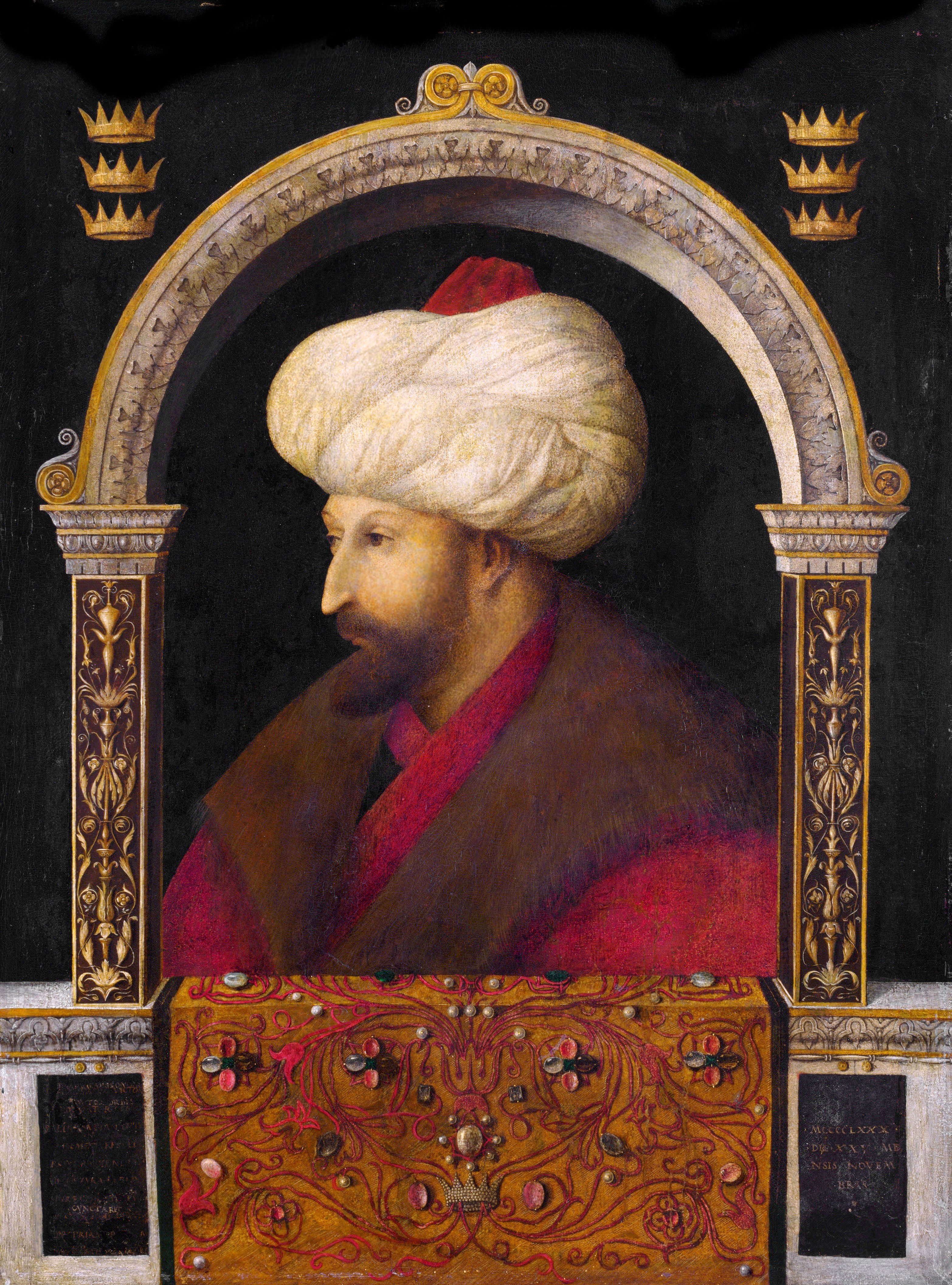
Mehmed II

### Ulteriori letture
- Douglas A. Howard, A History of the Ottoman Empire, Cambridge, Cambridge University Press, 2017, ISBN 978-0-521-72730-3.
- Caroline Finkel, Osman's Dream: The Story of the Ottoman Empire, 1300-1923, New York, Basic Books, 2005, ISBN 978-0-465-02396-7.
- Colin Imber, The Ottoman Empire, 1300-1650: The Structure of Power, 2ª ed., New York, Palgrave Macmillan, 2009, ISBN 978-0-230-57451-9.

### Formazione dello stato
- Cemal Kafadar, Between Two Worlds: The Construction of the Ottoman State, University of California Press, 1995, ISBN 978-0-520-20600-7.
- Heath Lowry, The Nature of the Early Ottoman State, SUNY Press, 2003, ISBN 0-7914-5636-6.